# 上林誠知
上林 誠知（うえばやし せいじ、1995年8月1日 - ）は、埼玉県浦和市（現：さいたま市桜区）出身のプロ野球選手（外野手）。右投左打。中日ドラゴンズ所属。

## 経歴

### プロ入り前
日本人の父親と韓国人の母親の間に生まれた日韓ハーフ。
小学校1年生の時に「西堀A-1」で野球を始め、矢作公一の設立した野球塾にも在籍。さいたま市立土合中学校時代は「浦和シニア」に所属し、3年生の春に全国制覇を経験した。
仙台育英高校では1年生の秋から4番を務めた。同校には、1学年上に松原聖弥、同学年に熊谷敬宥、馬場皐輔、1学年下に梅津晃大、2学年下に平沢大河、佐藤世那、郡司裕也がいた。2年生時の夏の甲子園・全国大会では3試合に「4番・中堅手」として先発出場し、計11打数5安打2打点1盗塁、打率.455だった。9月29日から行われた第67回国民体育大会の準決勝で本塁打を放ち、大会後には主将になった。チームが優勝した明治神宮野球大会では3試合に「4番・中堅手」として先発出場し、計13打数5安打6打点、打率.385の成績で、準決勝では満塁本塁打を放っている。3年生時の春の選抜大会では3試合に「4番・中堅手」として先発出場し、計9打数3安打4打点、打率.333だった。チームが優勝した春季東北大会では通算打率.385で、満塁本塁打を含む9打点を挙げ、決勝戦では2安打3打点を記録した。夏の甲子園・全国大会では2試合に「4番・中堅手」として先発出場し、計9打数1安打、打率.111だった。その後、第26回AAA世界野球選手権大会の日本代表メンバーに選ばれ、予選1次ラウンドの対メキシコ戦で「9番・中堅手」で先発出場したほか、対チェコ戦、対韓国戦、対キューバ戦ではそれぞれ途中出場した。
2013年10月24日に行われたプロ野球ドラフト会議で福岡ソフトバンクホークスに4位指名を受け、契約金4000万円、年俸500万円（金額は推定）で合意し、入団した。背番号は51。
2014年1月10日、2013年度（平成25年度）の日本学生野球協会の表彰選手（宮城県）に選ばれたことが発表された。

### ソフトバンク時代
2014年、プロ入り後に内野手に転向し、二軍公式戦で三塁手として出場した。一軍公式戦の出場は無く、二軍公式戦では9試合に出場。三軍戦では86試合に出場し、打率.284、8本塁打、37打点、14盗塁の成績を残す。
2015年、外野手に登録を変更。5月19日に初めて出場選手登録され、21日の対オリックス・バファローズ戦の8回に代打でプロ初出場し、初打席は一塁手への飛球で凡退した。8月25日の対千葉ロッテマリーンズ戦において「9番・右翼手」で先発出場し、3回の第1打席でイ・デウンからプロ初安打を放つと、二死満塁で迎えた6回の第3打席で初本塁打となる逆転満塁本塁打を放ち、同時に初得点・初打点を記録した。日本人選手で初本塁打が満塁本塁打になったのは2014年に記録した梅田尚通以来57人目で、20歳0か月での満塁本塁打は南海ホークス時代の1981年に記録した吉田博之の20歳9か月を抜き、球団史上最年少記録となった。

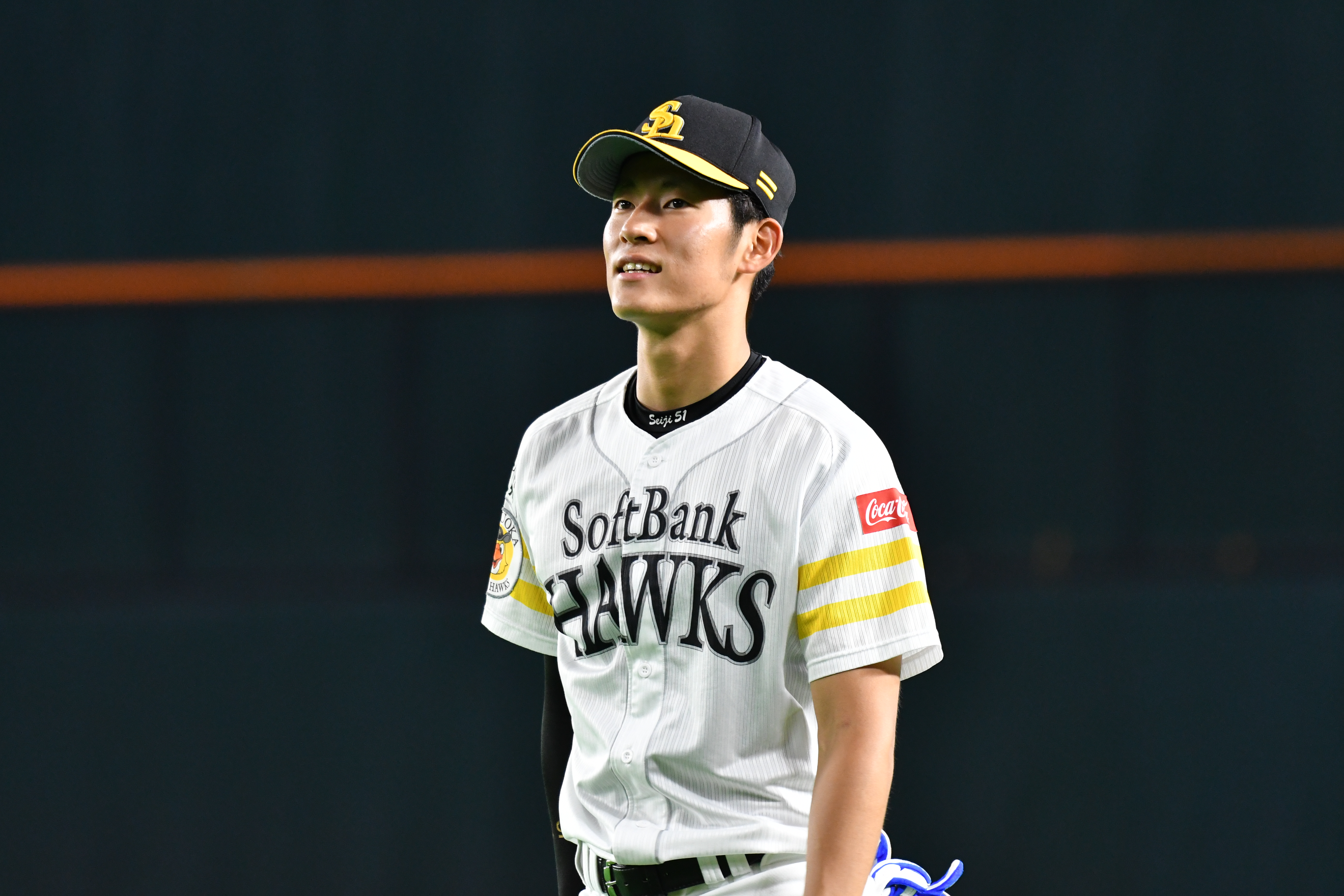
ソフトバンク時代
（2017年6月9日 福岡 ヤフオク!ドーム）

10月14日、ロッテとのクライマックスシリーズ ファイナルステージ・第1戦で代打で出場し、三振振り逃げを記録。10月28日、ヤクルトとの日本シリーズ・第4戦でも代打で出場し、1打数無安打だった。二軍では8月度には14試合に出場し、月間打率.373を記録するなどしてウエスタン・リーグの同月の月間MVPを受賞した。10月3日に行われた巨人とのファーム日本選手権では「1番・左翼手」で先発出場し、3打数無安打だった。二軍通算では88試合に出場し、リーグ最多の103安打と16盗塁、およびリーグ最高の打率.343を記録し、ウ・リーグの首位打者賞、最多盗塁者賞、優秀選手賞、殊勲賞、新人賞、期待賞を受賞した。シーズンオフには、11月28日から台湾で開催された2015アジアウインターベースボールリーグにおいて、NPB選抜に選出された。
2016年、7月14日に行われたフレッシュオールスターゲームでウ・リーグの選抜メンバーに選ばれ、「7番・左翼手」で先発出場し、2打数無安打だった。シーズン成績は、一軍戦では14試合に出場。二軍公式戦において98試合に出場し、打率.247、12本塁打、58打点、21盗塁を記録する。
2017年、宮崎春季キャンプはA組からのスタートとなり、激しい外野手のポジション争いの中、オープン戦で横浜スタジアムにおいて推定飛距離140メートルの本塁打を打つなどアピールし、開幕一軍選手登録を勝ち取る。3月31日、「9番・右翼手」でプロ4年目で初めて開幕戦（福岡ヤフオク!ドーム）に先発出場し、8回に2017年のシーズン初安打を飾る。5月3日の対埼玉西武ライオンズ戦において、2015年8月25日の対ロッテ戦以来の満塁本塁打を放つ。前日の甲斐拓也に続いての2試合連続の満塁本塁打は、チームでは1964年8月4日の野村克也、翌5日の小池兼司の満塁本塁打以来、53年ぶりの快挙となる。7月14日、15日に行われるマイナビオールスターゲーム2017において、34万3196票を獲得しファン投票で初選出された。7月31日の対北海道日本ハムファイターズ戦において、プロ入り4年目にして初の2桁本塁打となる逆転10号3点本塁打を放ち、9月21日の同じく対日本ハム戦では、大谷翔平から13号ソロ本塁打を記録する。10月6日の対オリックス戦では、1点ビハインド9回二死二塁の場面で同点となるライト前適時打を放つ。これにより千賀滉大の敗戦投手は無くなり、最高勝率のタイトル獲得を確定させる一打となった。レギュラーシーズンは、134試合の出場で打率.260、13本塁打、51打点を記録し、規定打席にも到達した。シーズンの補殺数は10で12球団最多、年間失策数も0、デルタ社算出のUZRでも12球団の右翼手の中で抜きん出た高数値を記録したが、ゴールデングラブ賞は受賞できなかった。
クライマックスシリーズファイナルでは不振に陥り第3戦以降先発を外れ、第5戦では怪我から復帰した柳田悠岐と入れ替わる格好で登録を外れた。横浜DeNAベイスターズとの日本シリーズでも第4戦の代打で1打席のみで三振に倒れた。
10月12日に第1回アジア プロ野球チャンピオンシップの日本代表に選出された。同大会では11月16日に行われた対韓国代表戦において、チームがタイブレーク制の延長10回表に3点を失ったその裏の攻撃で、起死回生の同点3点本塁打を放つ。
12月1日、契約更改交渉に臨み、2700万円アップとなる年俸3500万円（金額は推定）でサインした。
2018年シーズンは、14本の三塁打を記録（歴代4位タイ）。NPBでシーズンに14本以上の三塁打を放った選手は、ラリー・レインズ（阪急ブレーブス、1953年に16本）以来65年ぶりであった。結局この14三塁打は、平成時代のシーズン記録となっている。
2019年、4月17日のロッテ戦で右手甲に死球を受け病院で打撲と診断されたものの痛みがありながらも翌日からも出場を続け、4月29日の対北海道日本ハムファイターズ戦において9回表に2点本塁打を放ち、これがパ・リーグ平成最後の本塁打となった。しかし、右手甲の痛みがひかず病院で再検査を受けたところ右手薬指の剥離骨折（右第4中手骨掌側剥離骨折）と診断され、5月10日に出場登録を抹消された。6月7日からの三軍韓国遠征で実戦復帰すると、6月14日に出場登録され、同日の交流戦・DeNA戦で一軍復帰した。しかし、シーズン最後まで状態は上がらず、99試合出場、打率.194、11本塁打、31打点と前年を大きく下回る成績となった。
2020年6月19日の開幕戦（対ロッテ・福岡PayPayドーム）に、「1番・右翼手」として先発出場した。しかし、調子が上がらず、8月11日（対オリックス・福岡PayPayドーム）には、3打数無安打に終わると打率は2割を切った。守備固めとしての起用が目立つようになり、9月20日には一軍の出場選手登録を抹消され、そのままレギュラーシーズンを終えた。ポストシーズンは全6試合に守備固め・代走として出場したが、2打数0安打に終わった。
2021年は、開幕を二軍で迎えた。5月3日に不振のデスパイネと入れ替えの形で一軍に昇格した。5月5日の対楽天戦（福岡PayPayドーム）では、「1番・中堅手」でシーズン初先発出場すると、9回の1点ビハインドの場面での同点適時打を含め、5打数3安打4打点1本塁打と活躍した。ここから25試合に出場したものの、打撃がふるわず（打率.196）、6月7日に一軍の出場選手登録を抹消された。
2022年は、オープン戦で打率.310の好成績を残し、開幕戦（3月25日・対日本ハム戦・福岡PayPayドーム）に「8番・中堅手」として先発出場した。しかし、5月18日の試合前のシートノック中、送球しようとして転倒。当初は右アキレス腱損傷とされていたが、19日の精密検査で右アキレス腱断裂であることが判明、2022年シーズン中の復帰は絶望的となった。
2023年は開幕を一軍で迎えたものの、当初は正木智也が先発出場した際の代打として出場、正木が打撃不振により登録抹消となると先発起用され、4月14日の楽天戦では田中将大から2安打を放つなど4打数3安打で打率を2割台に上げたが、次週出場した3試合で無安打に終わると、4月24日に登録抹消となる。6月13日に再登録され、20試合に出場するも27打数5安打.185に終わり、7月18日に再度登録抹消。9月1日、前月末に試合中死球で右手を骨折し登録抹消となった牧原大成と入れ替わる形で再び出場登録となった。10月3日の楽天戦では、3-1で迎えた8回裏、貴重な2点適時打を放ったが、クライマックスシリーズ1stステージでは先発出場した第2戦を含め5打数無安打に終わり、チームも逆転で敗退となった。10月22日、翌年の支配下選手契約を締結しないことが通達された。

### 中日時代

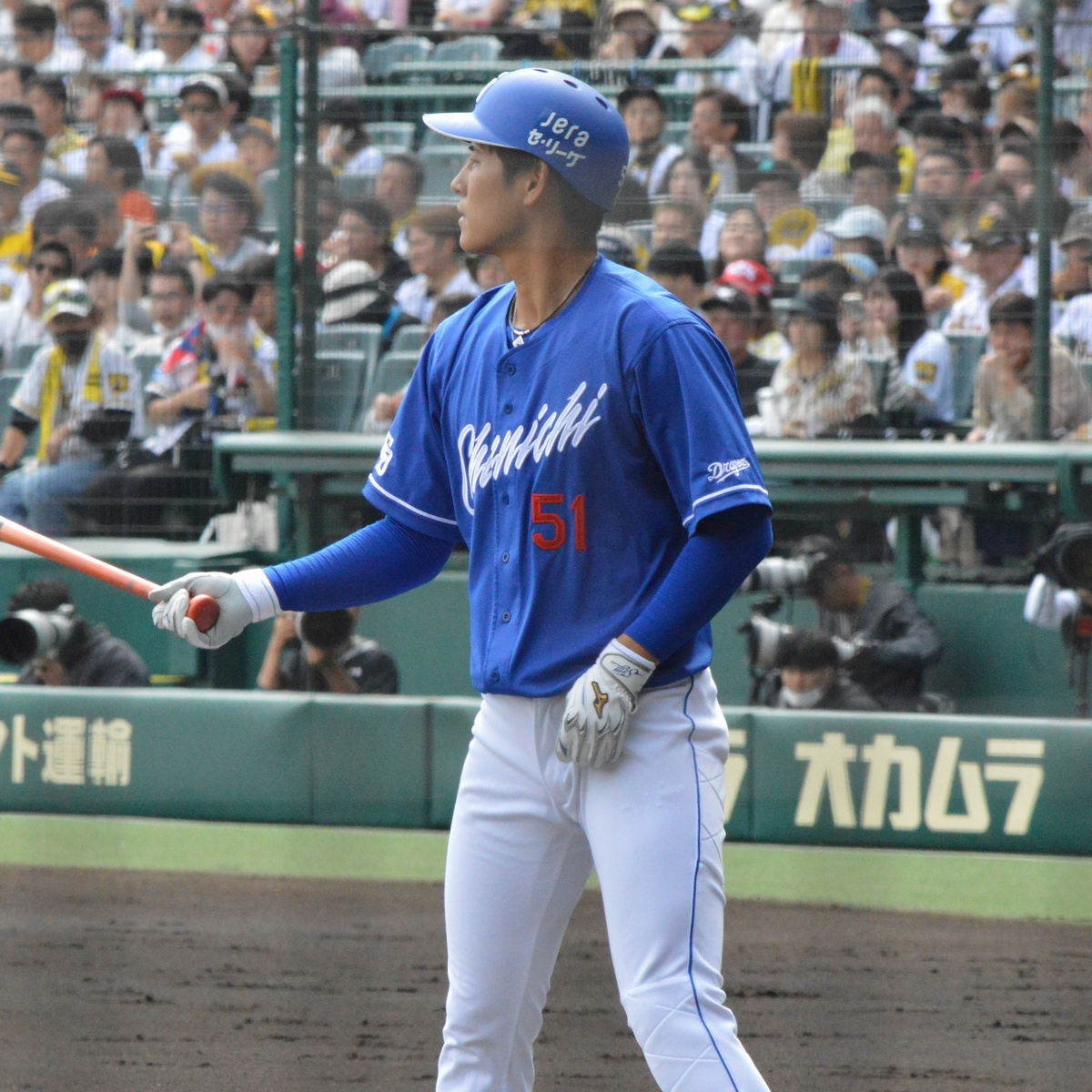
2024年4月20日 阪神甲子園球場

2023年11月15日に、同じく所属チームから戦力外通告を受けていた中島宏之、山本泰寛、板山祐太郎と共に中日ドラゴンズが獲得に向けて調査していることが報道された。11月24日、前掲3選手と揃って中日への入団が発表され、同29日に正式契約と入団会見を行った。背番号はソフトバンク在籍時と同じ51。
2024年、春季キャンプは一軍に当たる北谷組だったものの、2月11日の練習試合前の練習で右脇腹を痛め、13日に右肋間筋損傷と診断された。15日から二軍キャンプの読谷組に合流しリハビリに努めた。3月13日の春季教育リーグより実戦に復帰し、オープン戦にも出場したものの結果は残せず、二軍スタートとなった。二軍戦4試合に出場し、好調な打撃成績を見せると、腰痛により開幕早々離脱となったアレックス・ディカーソンに代わって31日の一軍の試合前練習に合流した。同日の試合で早速「2番・中堅手」として先発出場し、移籍後初出場、初安打を記録、4月7日の対広島3回戦（マツダスタジアム）までは打率3割を上回ったものの、直後の対DeNA1回戦（横浜スタジアム）から5試合連続、通算17打数無安打で一気に打率が2割を下回る。その後2度の1試合複数安打などで2割台に打率を戻し、4月27日の対広島4回戦（バンテリンドームナゴヤ）で、広島先発森下暢仁から移籍後初となる1号ソロ本塁打を放つなどしたものの、4月29日からのDeNA3連戦では13打数無安打6三振（振り逃げ1を含む）に終わり、前回対戦も含めDeNA戦では20打数無安打、通算打率も.224に低下し、5月2日に出場選手登録抹消となる。二軍で本塁打を打つなど復調をアピールすると、21日に再度出場選手登録された。しかし再昇格後も当たりは出ず、更に打率を落とし、6月10日に登録抹消された。二軍降格後の4試合目、6月26日の阪神とのウエスタン・リーグ公式戦（ナゴヤ球場）で、青柳晃洋から単打と本塁打、鈴木勇斗から三塁打、湯浅京己から二塁打を打ち、中日の選手では初めてのウエスタン・リーグでのサイクル安打を達成した。8月16日に再度出場選手登録された。しかし同24日に再度登録抹消されて以降は一軍出場がなく、移籍1年目は46試合に出場も打率.191、1本塁打、3打点と低迷した。オフに250万円減の推定年俸1750万円で契約を更改した。
2025年は開幕を一軍で迎える。開幕戦こそ代打出場にとどまったものの、開幕2戦目・3戦目で3番打者として先発出場した。その後は5月上旬から外野のレギュラーに完全定着。特に1番打者を務めることが多かった岡林勇希との「Ｗバヤシコンビ」で得点を取る場面が目立った。5月30日の巨人戦、7月2日のDeNA戦ではいずれも先頭打者本塁打を記録。この本塁打で10本塁打に達し、6年ぶりに本塁打が二桁となった。またこの日までに15盗塁も記録しており、球団では2015年に平田良介が記録して以来の「二桁盗塁・二桁本塁打」を記録した。同年は7月3日までで73試合に出場して打率.267、10本塁打、26打点、15盗塁を記録。この活躍ぶりから、同年のオールスターゲームに自身8年ぶりに選手間投票で選出された。

## 選手としての特徴・人物
“走攻守”3拍子揃った外野手。類い稀な身体能力を誇り、ソフトバンク入団時の50メートル走のタイムは6秒0、遠投は105メートルを記録している。守備では2017年、2018年に、規定の守備イニングに到達した右翼手の中で両リーグベストのUZR(2017年:9.1、2018年:14.0)を記録している。打撃では稲葉篤紀のフォームを参考にしており、選手としてもリストの強さを活かし、コンパクトなスイングで伸びのあるライナー性の打球が多いことも共通している。稲葉自身も「自分に似ている」と上林を気にかけている。また、低めのボール球をすくい上げて安打にするなど卓越したバットコントロールも併せ持っている。
愛称は「バヤシ」、「うえば」。
ソフトバンク入団後に応援団が作成した自身の応援歌を気に入っている。また、他チームの応援歌では、DeNAの筒香嘉智やヤクルトの山田哲人の曲が好きだと述べている。高校野球の応援では、幼少期から浦和学院の「浦学サンバ」や花咲徳栄の「サスケ」が好きであり、よく口ずさみながら練習をしていたという。中日移籍後の2024年に制作された応援歌の歌詞には、本人の名前とかけた「誠知る男」というフレーズが盛り込まれている。
イチローを尊敬しており、中学生時代、イチローの本を読んで「プロ野球選手に『なりたい』じゃなくて、『なる』」と気持ちが変わったという。プロ3年目の2016年12月26日に一度だけイチローと一緒に練習をしたことがあり、そのときのツーショット写真を実家に飾っている。

## 詳細情報

### 年度別打撃成績
| 年 度      | 球 団        | 試 合 | 打 席 | 打 数 | 得 点 | 安 打 | 二 塁 打 | 三 塁 打 | 本 塁 打 | 塁 打 | 打 点 | 盗 塁 | 盗 塁 死 | 犠 打 | 犠 飛 | 四 球 | 敬 遠 | 死 球 | 三 振 | 併 殺 打 | 打 率 | 出 塁 率 | 長 打 率 | O P S |
| ---------- | ------------ | ----- | ----- | ----- | ----- | ----- | -------- | -------- | -------- | ----- | ----- | ----- | -------- | ----- | ----- | ----- | ----- | ----- | ----- | -------- | ----- | -------- | -------- | ----- |
| 2015       | ソフトバンク | 15    | 45    | 44    | 6     | 14    | 4        | 1        | 2        | 26    | 6     | 0     | 2        | 0     | 0     | 0     | 0     | 1     | 13    | 0        | .318  | .333     | .591     | .924  |
| 2016       | ソフトバンク | 14    | 19    | 19    | 0     | 4     | 1        | 0        | 0        | 5     | 1     | 0     | 0        | 0     | 0     | 0     | 0     | 0     | 7     | 0        | .211  | .211     | .263     | .474  |
| 2017       | ソフトバンク | 134   | 453   | 415   | 54    | 108   | 23       | 5        | 13       | 180   | 51    | 12    | 12       | 10    | 2     | 24    | 2     | 2     | 96    | 3        | .260  | .302     | .434     | .736  |
| 2018       | ソフトバンク | 143   | 608   | 551   | 88    | 149   | 26       | 14       | 22       | 269   | 62    | 13    | 4        | 17    | 3     | 30    | 4     | 7     | 117   | 2        | .270  | .315     | .488     | .803  |
| 2019       | ソフトバンク | 99    | 286   | 258   | 28    | 50    | 6        | 2        | 11       | 93    | 31    | 10    | 4        | 6     | 1     | 18    | 2     | 3     | 75    | 2        | .194  | .254     | .360     | .614  |
| 2020       | ソフトバンク | 69    | 178   | 160   | 17    | 29    | 4        | 1        | 6        | 53    | 20    | 8     | 2        | 2     | 1     | 11    | 0     | 4     | 39    | 1        | .181  | .250     | .331     | .581  |
| 2021       | ソフトバンク | 39    | 72    | 68    | 7     | 13    | 1        | 1        | 2        | 22    | 11    | 2     | 2        | 0     | 1     | 3     | 0     | 0     | 18    | 2        | .191  | .222     | .324     | .546  |
| 2022       | ソフトバンク | 33    | 100   | 93    | 13    | 28    | 5        | 1        | 1        | 38    | 12    | 2     | 0        | 2     | 0     | 3     | 0     | 2     | 19    | 1        | .301  | .337     | .409     | .745  |
| 2023       | ソフトバンク | 56    | 99    | 92    | 14    | 17    | 3        | 1        | 0        | 22    | 9     | 1     | 1        | 2     | 1     | 3     | 0     | 1     | 30    | 1        | .185  | .216     | .239     | .456  |
| 2024       | 中日         | 46    | 102   | 94    | 6     | 18    | 1        | 1        | 1        | 24    | 3     | 0     | 0        | 1     | 0     | 7     | 1     | 0     | 22    | 0        | .191  | .248     | .255     | .503  |
| 通算：10年 | 通算：10年   | 648   | 1962  | 1794  | 233   | 430   | 74       | 27       | 58       | 732   | 206   | 48    | 27       | 40    | 9     | 99    | 9     | 20    | 436   | 12       | .240  | .286     | .408     | .694  |

- 2024年度シーズン終了時
- 各年度の太字はリーグ最高

### 年度別守備成績
| 年 度 | 球 団        | 外野  | 外野  | 外野  | 外野  | 外野  | 外野     |
| 年 度 | 球 団        | 試 合 | 刺 殺 | 補 殺 | 失 策 | 併 殺 | 守 備 率 |
| ----- | ------------ | ----- | ----- | ----- | ----- | ----- | -------- |
| 2015  | ソフトバンク | 13    | 22    | 0     | 0     | 0     | 1.000    |
| 2016  | ソフトバンク | 6     | 2     | 0     | 0     | 0     | 1.000    |
| 2017  | ソフトバンク | 130   | 168   | 10    | 0     | 1     | 1.000    |
| 2018  | ソフトバンク | 142   | 224   | 10    | 3     | 4     | .987     |
| 2019  | ソフトバンク | 95    | 111   | 2     | 1     | 1     | .991     |
| 2020  | ソフトバンク | 63    | 71    | 2     | 1     | 0     | .986     |
| 2021  | ソフトバンク | 39    | 37    | 1     | 0     | 0     | 1.000    |
| 2022  | ソフトバンク | 31    | 42    | 2     | 0     | 0     | 1.000    |
| 2023  | ソフトバンク | 52    | 58    | 0     | 0     | 0     | 1.000    |
| 2024  | 中日         | 34    | 41    | 1     | 0     | 0     | 1.000    |
| 通算  | 通算         | 605   | 776   | 28    | 5     | 6     | .994     |

- 2024年度シーズン終了時
- 各年度の太字はリーグ最高

### 表彰
- 月間サヨナラ賞：1回（2018年6月）

### 記録
初記録
- 初出場：2015年5月21日、対オリックス・バファローズ12回戦（福岡 ヤフオク!ドーム）、8回裏に川島慶三の代打で出場
- 初打席：同上、8回裏に中山慎也から一飛
- 初先発出場：2015年8月22日、対東北楽天ゴールデンイーグルス14回戦（楽天Koboスタジアム宮城）、「8番・左翼手」で先発出場
- 初安打：2015年8月25日、対千葉ロッテマリーンズ18回戦（福岡 ヤフオク!ドーム）、3回裏にイ・デウンから左前安打
- 初本塁打・初打点：同上、6回裏にイ・デウンから右越満塁
- 初盗塁：2017年4月7日、対埼玉西武ライオンズ1回戦（メットライフドーム）、2回表に二盗（投手：菊池雄星、捕手：炭谷銀仁朗）

その他の記録
- オールスターゲーム出場：2回（2017年、2025年）

### 背番号
- 51（2014年[18][71] - ）

### 登場曲
- 「わんぱく野球バカ」遊助（2014年、2018年）
- 「I AM THE BEST」2NE1（2015年）
- 「TRIUMPH（武藤敬司登場曲）」ROYAL HUNT（2016年）
- 「道」GReeeeN（2017年 - 2018年）
- 「Number51」Natural Radio Station（2017年 - ）
- 「Hero」イーシス（2017年 - ）
- 「Bolero」Def Tech（2021年 - ）
- 「ピーターパン」優里（2021年 - ）
- 「Way Back Home」SHAUN（2021年 - ）
- 「とんこつバリカタ」Natural Radio Station（2023年 - ）
- 「ひまわり」イーシス（2023年 - ）

### 代表歴
- 2013年AAA世界野球選手権大会日本代表
- 2017 アジア プロ野球チャンピオンシップ 日本代表